# Keiichi Ishii
Keiichi Ishii (石井 啓一, Ishii Keiichi) est un homme politique japonais né le 20 mars 1958 à Tokyo.
Membre du Kōmeitō, il est ministre du Territoire, des Infrastructures, des Transports et du Tourisme de 2015 à 2019. 
Il est élu président du Kōmeitō en septembre 2024, succédant à Natsuo Yamaguchi.